# The Wolf Song
 The Wolf Song és una pel·lícula estatunidenca dirigida per Victor Fleming i estrenada el 1929, protagonitzada per Gary Cooper i Lupe Vélez. Basada en una història de Harvey Fergusson, la pel·lícula és sobre un home que va cap a l'oest el 1840 buscant aventura i troba un grup d'homes de muntanya que el porten a les Muntanyes Rocoses per caçar castors i gats. L'home coneix una bonica dona mexicana a Taos que ve d'una família orgullosa i rica. S'enamoren i fugen, i ell es trenca entre el seu amor per ella i el seu desig de viatjar. La pel·lícula conté una banda sonora sincronitzada i efectes de so, í es van sincronitzar  seqüències cantades. Aquesta pel·lícula pre-Codi és notable per mostrar Gary Cooper gairebé nu mentre s'afaita i renta en un riu.

## Argument
Sam Lash és un tramper que no coneix altra cosa que la crida de l'aventura. Per casualitat, coneix Lola Salazar, la filla d'una rica família mexicana i s'hi casa, malgrat la seva aversió per al matrimoni. Però molt de pressa, enyora la seva antiga existència i decideix reunir-se amb els seus companys d'abans...

## Banda sonora
- "Love Take My Heart" (Arthur J. Lamb i  A. Teres)
- "Mi Amado" (Harry Warren, Sam Lewis, i Joe Young)
- "Yo Te Amo Means I Love You" (Richard A. Whiting i Al Bryan)[4]

## Repartiment
- Gary Cooper: Sam Lash
- Lupe Vélez: Lola Salazar
- Louis Wolheim: Gullion
- Constantine Romanoff: Rube Thatcher
- Michael Vavitch: Don Solomon Salazar
- Ann Brody: Duenna
- Russ Columbo: Ambrosio Guiterrez
- Augustina López: Louisa
- George Regas: Black Wolf
- Leone Lane
- Guy Oliver